# Battaglione alpini "Piemonte"

## Storia
Il battaglione alpini "Piemonte" era composto da alpini della Taurinense, alpini del battaglione Fenestrelle, il 1º gennaio 1944 viene costituito a Nardò con l'aggiunta del battaglione Monte Nero assume la denominazione di battaglione Piemonte, con nappina rossa. Entra a far parte del 3º Reggimento alpini.
Composto da circa 800 unità e ordinato su un plotone esploratori, tre compagnie alpini e una brigata di artiglieria da montagna con obici da 75/13,
Il 31 marzo 1944, scala di sorpresa il Monte Marrone vicino a Filignano e difende le posizioni dal contrattacco nemico, fu il primo passo per forzare la linea Gustav.
Nel 1944 entra nel Gruppo di Combattimento Legnano costituendo con il Btg. M.Granero (e parte del Btg. Abruzzi che cambierà il nome in L'Aquila) e con il Btg. Goito dei Bersaglieri il I Reggimento speciale.
Il 29 luglio 1944 libera Jesi e il 21 aprile 1945 entra a Bologna.

## Onorificenze

### Decorati
- Enrico Guerriera, tenente

## Riconoscimenti
- Torino ha dedicato un monumento alla memoria dei caduti del battaglione